# ادگار بیوکانان
ادگار بیوکانان (انگلیسی: Edgar Buchanan; ۲۰ مارس ۱۹۰۳ – ۴ آوریل ۱۹۷۹) یک هنرپیشه اهل ایالات متحده آمریکا بود.
از فیلم‌ها یا برنامه‌های تلویزیونی که وی در آن نقش داشته‌است می‌توان به سرناد پنی، شین، داناوانز ریف، اسلحه‌ها در بعد از ظهر، از جان گذشتگان، دوجینش ارزان‌تر است، شمشیرزن و مردی با سگ شکاری اشاره کرد.